# Der Golem und die Tänzerin
Der Golem und die Tänzerin è un film muto del 1917 diretto da Rochus Gliese e Paul Wegener.
Fa parte di una trilogia, preceduta da Il Golem (1915) e seguita da Il Golem - Come venne al mondo (1920).

## Trama
Per scherzo, un attore impersona nella vita reale il personaggio del mostro che l'ha reso famoso. Ne seguiranno molte complicazioni.

## Produzione
Il film fu prodotto dalla Deutsche Bioscop GmbH.
Questo film vede il debutto sullo schermo di Fritz Feld.

## Distribuzione
Negli Stati Uniti, il film è conosciuto con il titolo inglese The Golem and the Dancing Girl. Non si conoscono copie della pellicola ancora esistente. Il film viene considerato presumibilmente perduto
, anche se silentera.com riferisce che una stampa potrebbe esistere in un "archivio cinematografico dell'Europa orientale"; secondo altre fonti un frammento di 8 minuti sarebbe stato ritrovato in una collezione privata.
Troy Howarth ha scritto: "Non solo il film è considerato perduto, ma non sembra aver suscitato molta attenzione alla sua uscita originale".